# Distenia fastuosa
Distenia fastuosa är en skalbaggsart som beskrevs av Francis Polkinghorne Pascoe 1871. Distenia fastuosa ingår i släktet Distenia och familjen långhorningar.
Artens utbredningsområde är:
- Nicaragua.
- Panama.

Inga underarter finns listade i Catalogue of Life.